# Ulica Tadeusza Kościuszki w Iławie

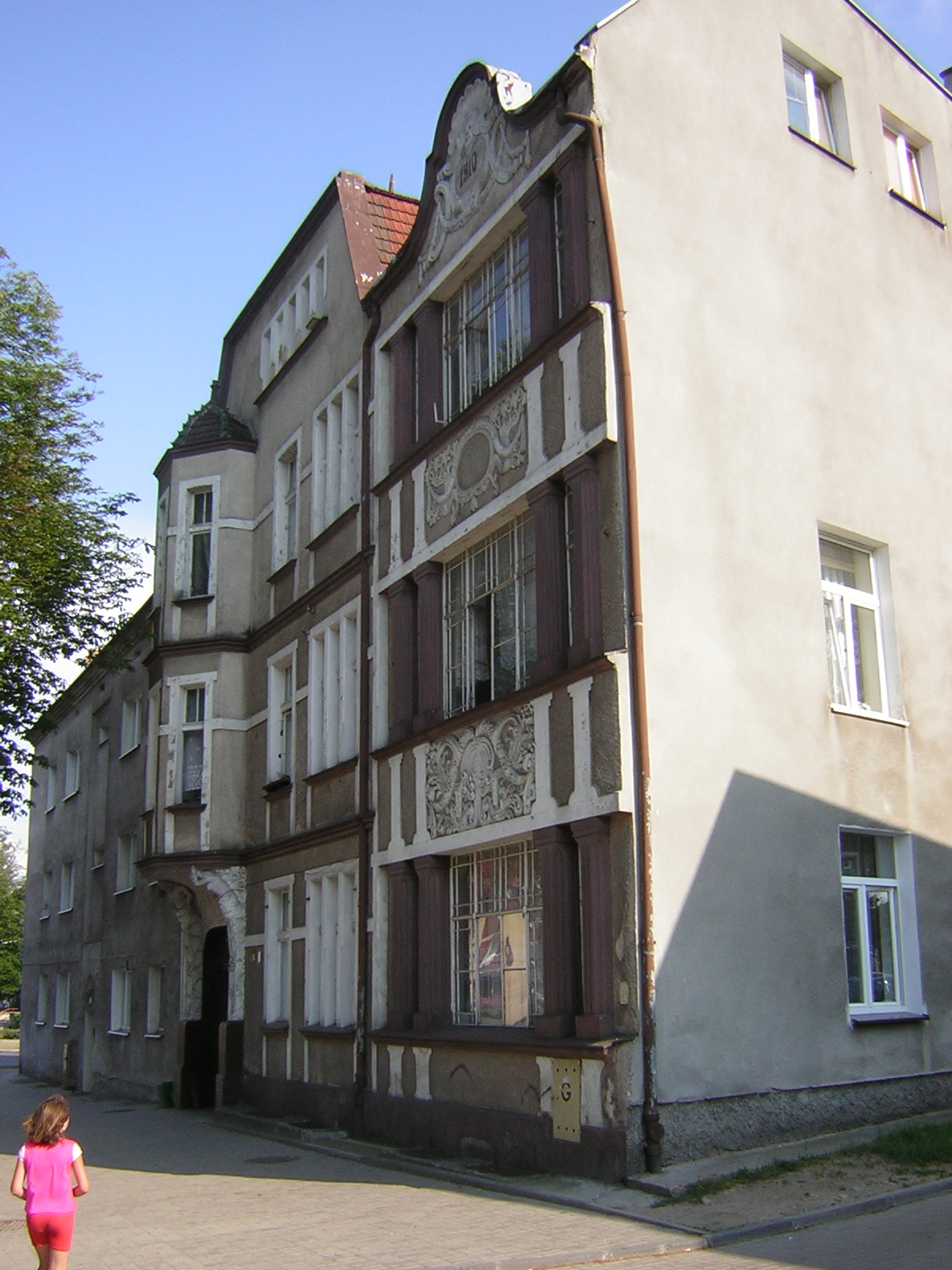
Kamienica przy ul. Kościuszki 6 w Iławie z 1910 r.

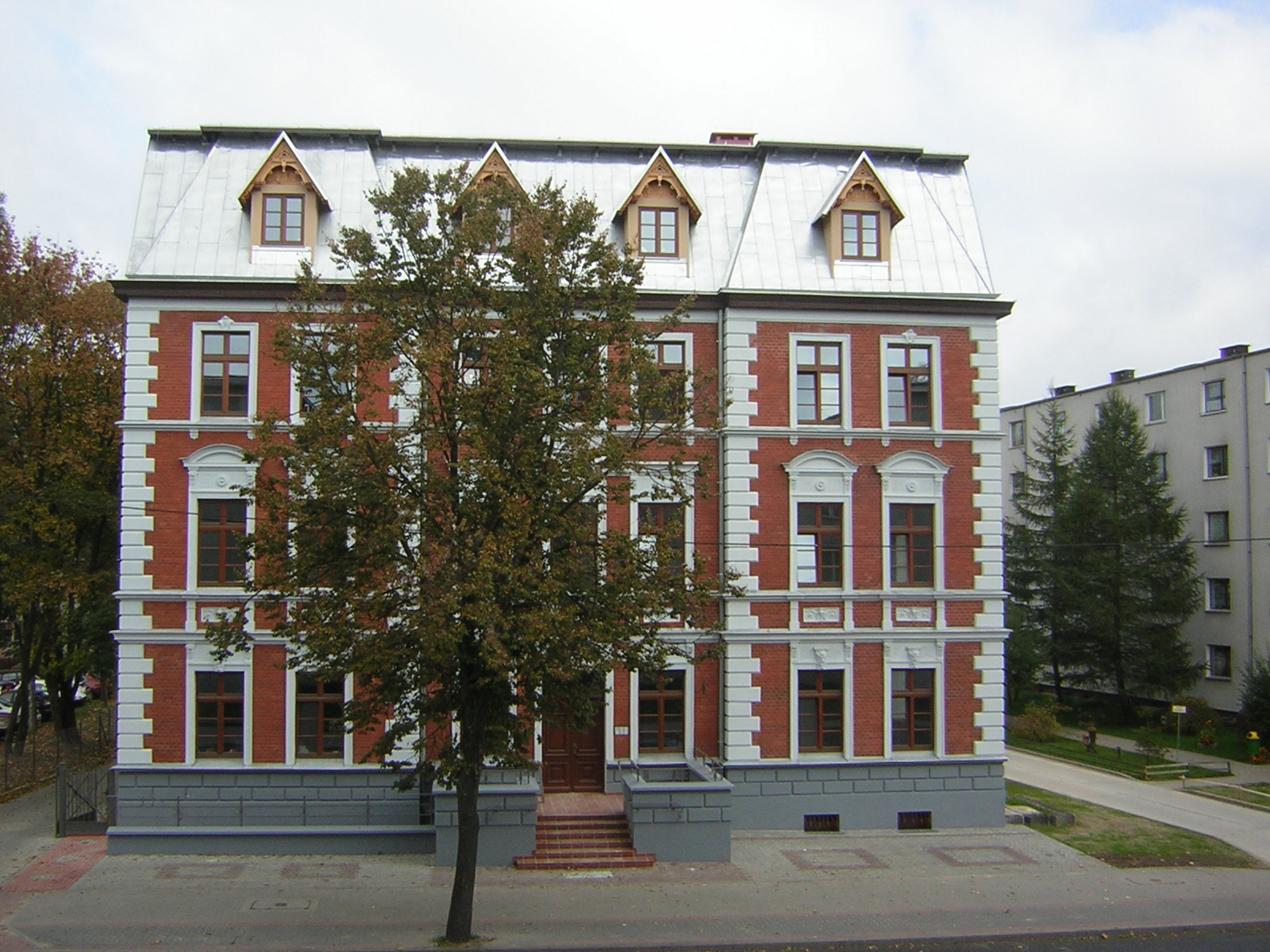
Dawny budynek Komendy Powiatowej Policji

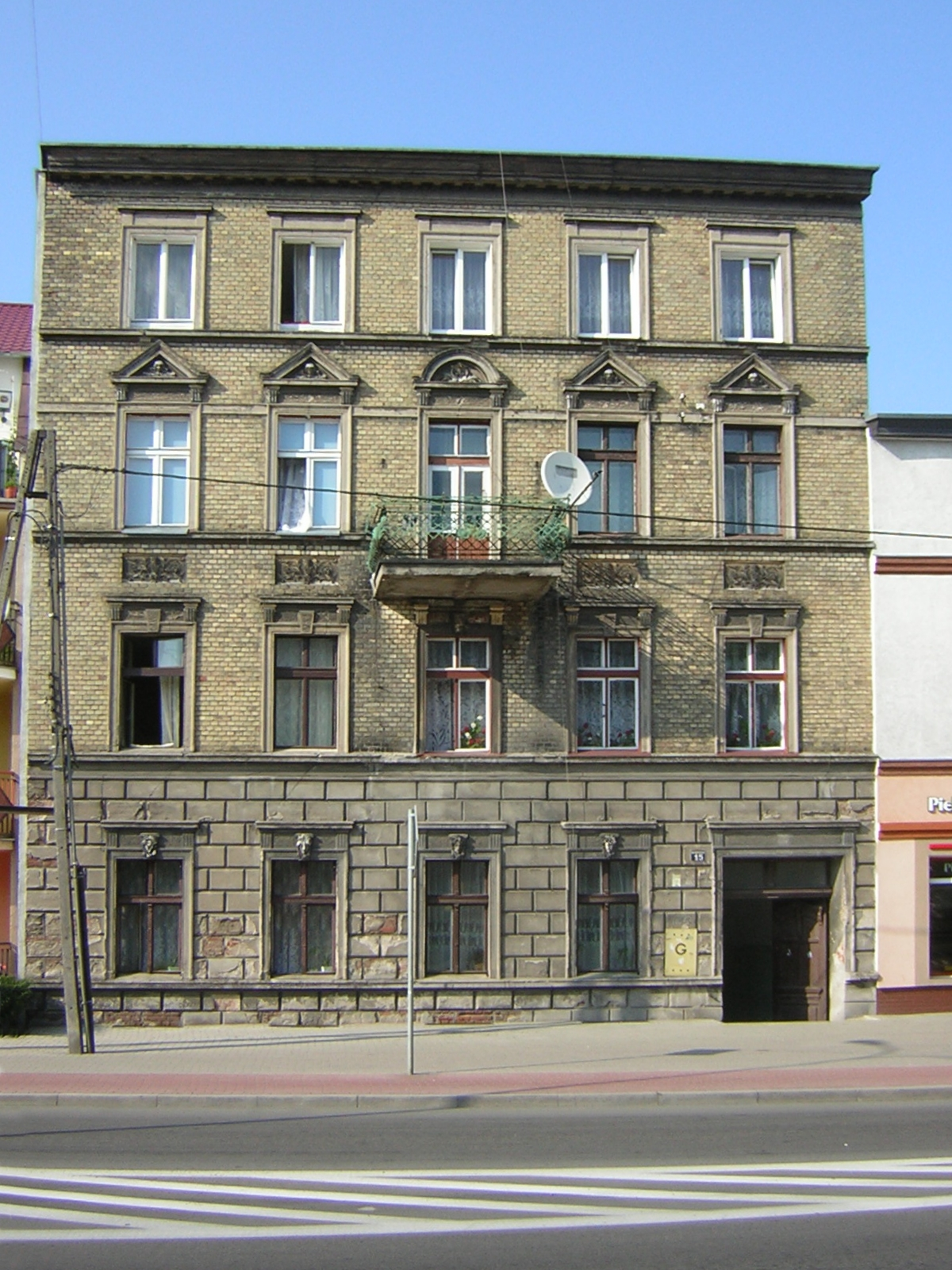
Kamienica przy ul. Kościuszki 15.

Ulica Tadeusza Kościuszki w Iławie to jedna z głównych ulic Centrum. Stanowi ona część drogi krajowej nr 16. W czasach przedwojennych ulica nosiła nazwę Hindenburgstraße.

## Obiekty

### Zabytki
- Gimnazjum nr 1 im. Mikołaja Kopernika
- Jaz piętrzący
- Kamienica przy ul. Kościuszki 6
- Kamienica przy ul. Kościuszki 15
- Młyn wodny
- Pałacyk neoklasycystyczny

### Pozostałe obiekty
- Telekomunikacja Polska S.A.
- Szkoła Podstawowa nr 6
- pole biwakowe Przedsiębiorstwa Turystycznego “Sułtan” nad rzeką Iławką
- Biblioteka Pedagogiczna
- supermarket Lidl
- Szkoła Wyższa im. Pawła Włodkowica
- Państwowa Szkoła Muzyczna

## Komunikacja
Ulicą Kościuszki biegną trasy 3 linii komunikacyjnych. Są to linie numer:
- 1 – (Cmentarz-Długa)
- 3 – (Nowa Wieś-Długa)
- 7 – (Nowa Wieś-Nowa Wieś)

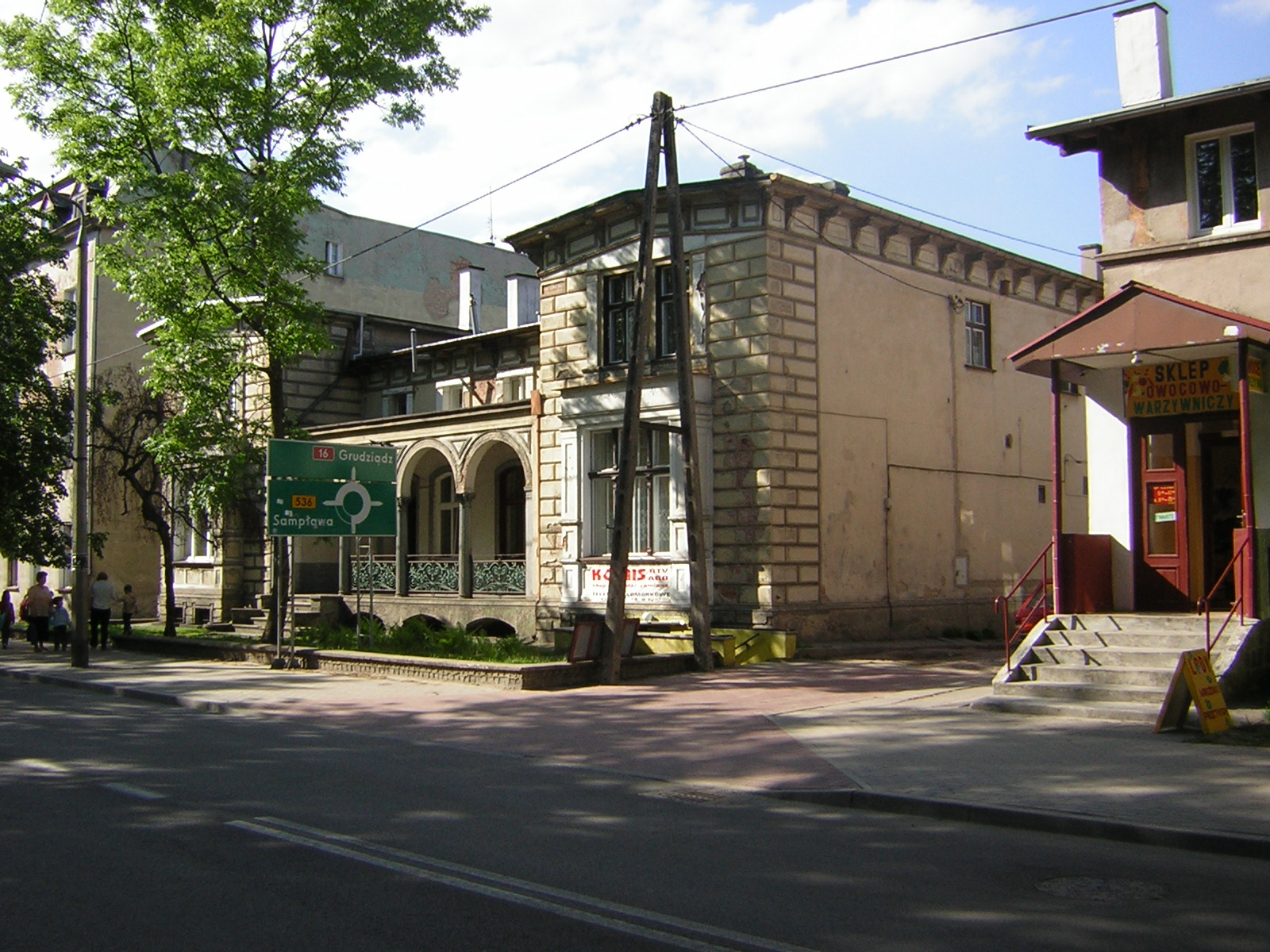
Secesyjno - klasycystyczny pałacyk (ul. Kościuszki 27)
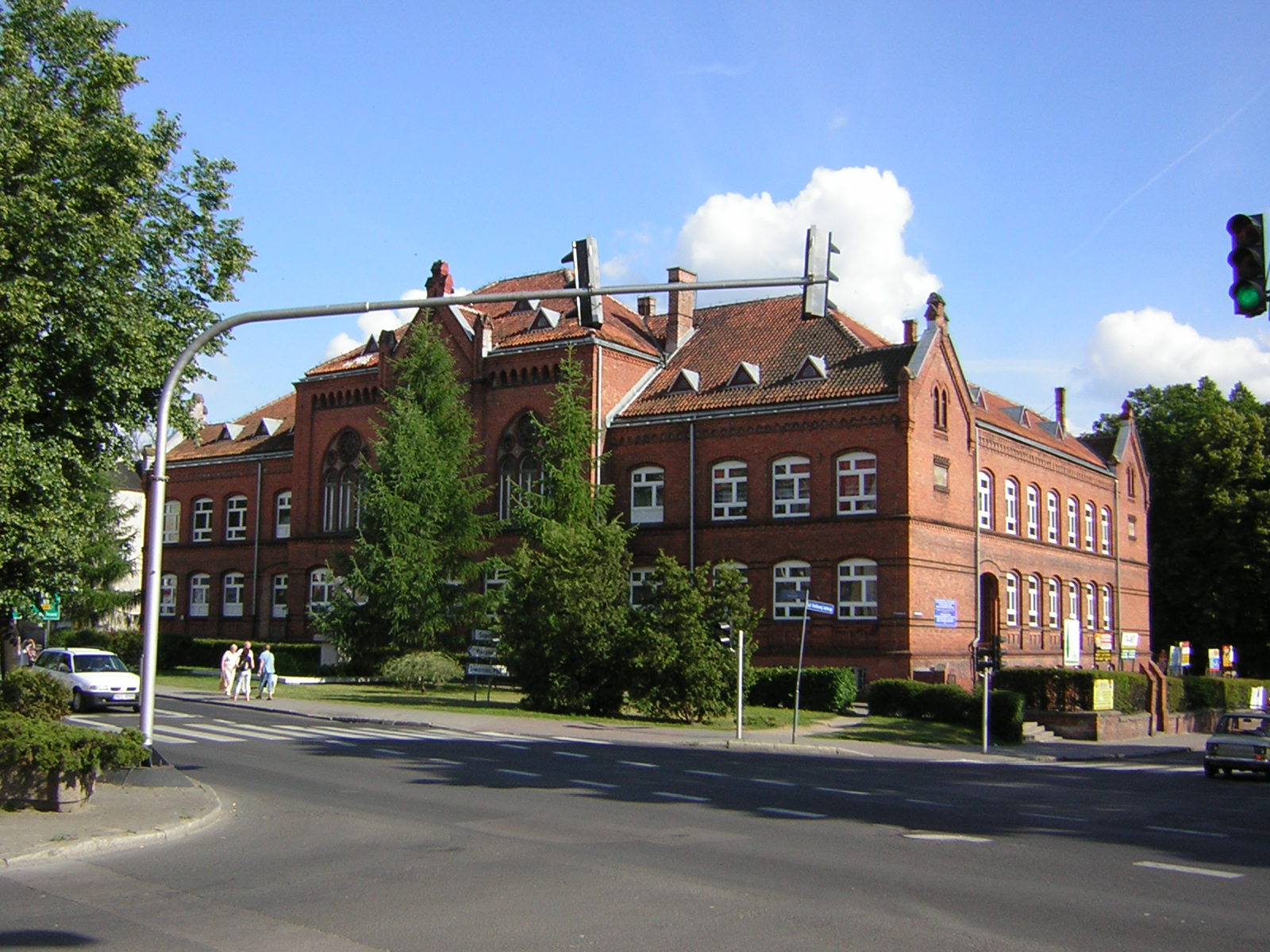
Gimnazjum nr 1 im. Mikołaja Kopernika w Iławie przy ul. Kościuszki 2